# 피르민 리샤르
피르민 리샤르(프랑스어: Firmine Richard, 1947년 9월 25일 ~ )는 프랑스의 배우이다.

## 출연 작품
- 렛 잇 스노우(프랑스어판) (2017)
- 땡크 갓! (2015)
- 더 그레이트 디바이드 (2015)
- 로젠 (2014)
- 볼링 (2012)
- 해피 이벤트 (2011)
- 미트 더 엘리자베스 (2009)
- 트리비알 (2007)
- Vous êtes de la police ? (2007)
- 함께 있을 수 있다면 (2007)
- 페달 라스트 (2004)
- 3대0 (2002)
- 8명의 여인들 (2002)
- 모두를 위한 하나 (1999, Une pour toutes)
- 로말드와 줄리엣 (1989)